# Old (filme)
Old (bra: Tempo; prt: Presos no Tempo) é um filme de suspense americano de 2021 escrito, dirigido e produzido por M. Night Shyamalan. É baseado na história em quadrinhos suíça de língua francesa Sandcastle, de Pierre Oscar Lévy e Frederik Peeters. O filme é estrelado por Gael García Bernal, Vicky Krieps, Rufus Sewell, Alex Wolff, Thomasin McKenzie, Abbey Lee, Nikki Amuka-Bird, Ken Leung, Eliza Scanlen, Aaron Pierre, Embeth Davidtz e Emun Elliott. A trama segue um grupo de pessoas que envelhecem rapidamente em uma praia isolada.
Shyamalan decidiu adaptar a história em filme após ganhar uma como presente de Dia dos Pais em 2017. O projeto sem título foi anunciado em setembro de 2019, com o cineasta revelando parceria com a Universal Pictures. No ano seguinte, as filmagens aconteceram na República Dominicana durante três meses, em meio a pandemia de COVID-19. Estreou no Jazz at Lincoln Center em Nova York em 19 de julho de 2021 e foi lançado nos cinemas americanos em 23 de julho. O filme arrecadou US$ 90 milhões em todo o mundo contra um orçamento de US$ 18 milhões, recebendo críticas mistas, que elogiaram a cinematografia e a premissa, mas criticaram o roteiro, o diálogo e as atuações.

## Sinopse
Uma família em férias tropicais descobre que a praia isolada onde eles estão relaxando por algumas horas está de alguma forma fazendo com que envelheçam rapidamente, reduzindo suas vidas inteiras em um único dia.

## Elenco
- Gael García Bernal como Guy Cappa, um atuário casado com Prisca
- Vicky Krieps como Prisca Cappa, curadora de museu casada com Guy
- Eliza Scanlen como Kara, filha de Charles e Chrystal (15 anos)
  - Mikaya Fisher como Kara (11 anos)
  - Kylie Begley como Kara (6 anos)
- Thomasin McKenzie como Maddox Cappa, filha de Guy e Prisca
  - Embeth Davidtz como Maddox Cappa (adulto)
  - Alexa Swinton como Maddox Cappa (11 anos)
- Aaron Pierre como Mid-Sized Sedan/Brendan, um rapper
- Alex Wolff como Trent Cappa, filho de Guy e Prisca (15 anos)
  - Emun Elliott como Trent Cappa (adulto)
  - Luca Faustino Rodriguez como Trent Cappa (11 anos)
  - Nolan River como Trent Cappa (6 anos)
- Abbey Lee como Chrystal, esposa de Charles
- Rufus Sewell como Charles, um cirurgião que luta contra a esquizofrenia e casado com Chrystal
- Ken Leung como Jarin Carmichael, um enfermeiro e marido de Patricia
- Nikki Amuka-Bird como Patricia Carmichael, uma psicóloga casada com Jarin

## Produção

### Desenvolvimento
Em setembro de 2019, a Universal Pictures anunciou seus planos de distribuir dois filmes de suspense financiados de forma independente, até então sem título, escritos e dirigidos por M. Night Shyamalan. Em comunicado, o presidente da Universal Pictures, Peter Cramer, disse que esses projetos continham "histórias altamente originais", enquanto Shyamalan acrescentou: "Existem estúdios maravilhosos por aí, mas a Universal determinou o lançamento de filmes originais. Eles são os melhores em encontrar público para novas histórias com tons inesperados. Acredito que os filmes originais são cruciais para a longevidade da experiência teatral."

### Seleção do elenco
Em maio de 2020, Eliza Scanlen, Thomasin McKenzie, Aaron Pierre, Alex Wolff e Vicky Krieps entraram em negociações para se juntarem ao elenco. Em junho daquele ano, todos eles foram escalados para o elenco ao lado de Abbey Lee Kershaw, Nikki Amuka-Bird e Ken Leung. Em julho, foi relatado que Shyamalan, Marc Bienstock e Ashwin Rajan produziriam o projeto por meio dos estúdios Perfect World Pictures e Blinding Edge Pictures. Em julho, Gael García Bernal ingressa ao elenco principal. Em agosto, Rufus Sewell, Embeth Davidtz e Emun Elliott foram anunciados como parte do elenco. Naquele mesmo mês, Bryan Cranston disse que recusou um papel no filme devido a um conflito de agenda causado por seu envolvimento nas filmagens da série Your Honor, em Nova Orleans. Em dezembro de 2020, Nolan River se juntou ao elenco do filme.

### Filmagens

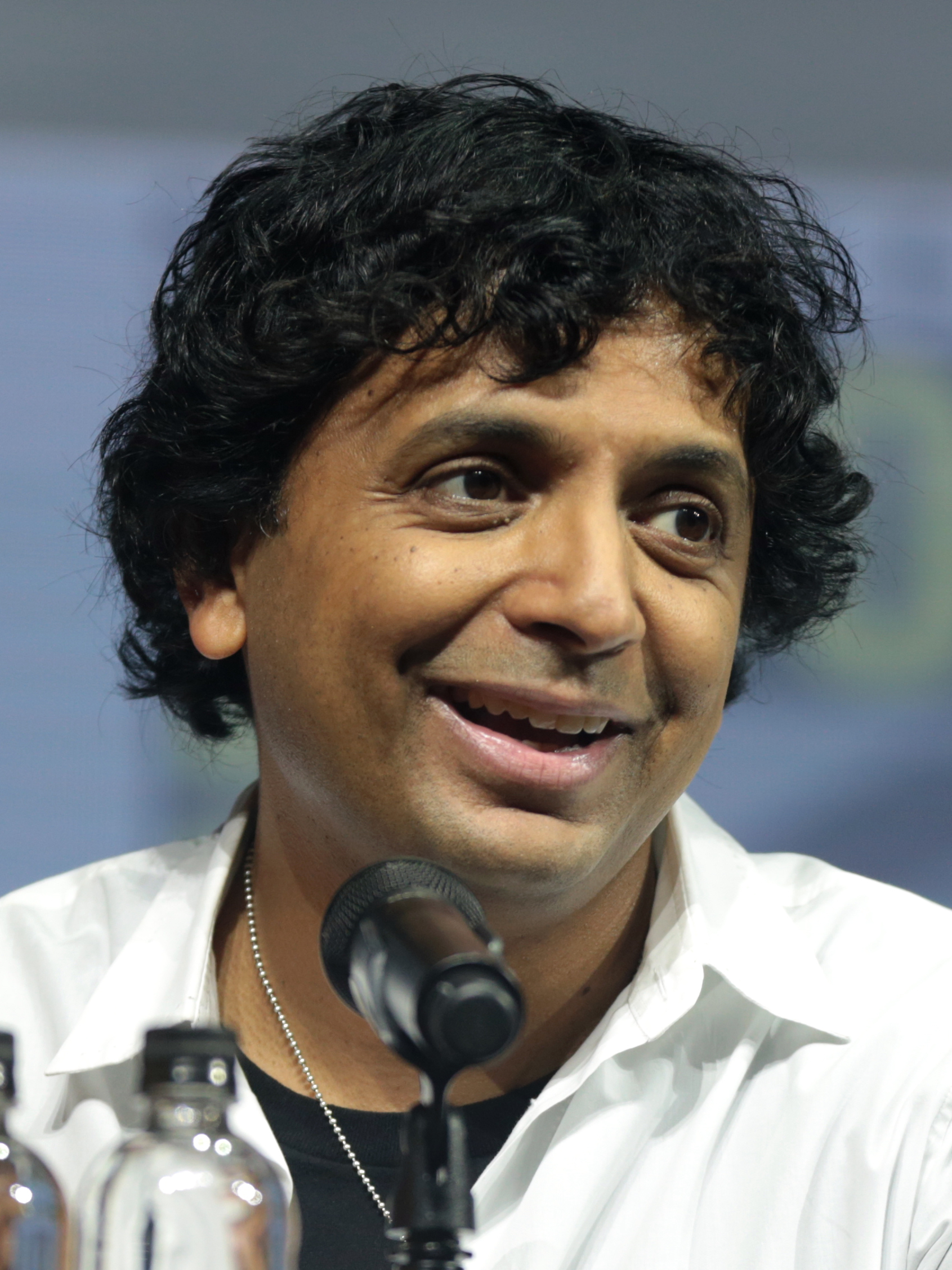
O escritor, diretor e produtor M. Night Shyamalan

Em 26 de setembro de 2020, as filmagens começaram na República Dominicana e, para matar a curiosidade, Shyamalan revelou o título do filme e publicou o primeiro pôster promocional de lançamento. Naquele mesmo dia, a Collider informou que o filme era uma adaptação de Sandcastle, uma história em quadrinhos francesa dos autores suíços Pierre Oscar Levy e Frederik Peeters, que Shyamalan recebeu como presente coletivo de Dia dos Pais de suas três filhas em 2017. Old marca o primeiro filme da carreira de Shyamalan a não ter gravações em sua cidade natal, Filadélfia, Pensilvânia. Com um orçamento de US$ 18 milhões, as filmagens ocorreram durante à pandemia de COVID-19 com o diretor de fotografia Michael Gioulakis, usando uma bitola cinematográfica de 35 mm. As gravações foram concluídas em 15 de novembro de 2020. Após o término das filmagens, Shyamalan disse que Old foi o primeiro filme a ser gravado durante a pandemia na República Dominicana e que, durante as filmagens, ninguém testou positivo para o vírus, pois ele pagou pela estadia de dez semanas da equipe de produção em um hotel.
A obra foi inspirada em filmes criados durante a "New Wave australiana", incluindo Walkabout e Picnic at Hanging Rock, juntamente com The Exterminating Angel, Kuroneko, Jaws e The Twilight Zone. Para criar uma sensação claustrofóbica, Shyamalan empregou várias técnicas de filmagem de Rashômon e Ran, de Akira Kurosawa. Como resultado, grande parte de Old foi filmado em um único local, sendo este a Playa El Valle localizada entre duas montanhas na costa norte de Santa Bárbara de Samaná. As gravações adicionais foram feitas no Pinewood Dominican Republic Studios em Juan Dolio e em vários locais ao redor de Samaná. Para capturar imagens da natureza, a filha de Shyamalan, Ishana, atuou como diretora de segunda unidade. Sua outra filha, Saleka Shyamalan, escreveu uma canção original para o filme, intitulada "Remain", que foi inspirada em "With or Without You" da banda U2, usada para "destacar o relacionamento entre Guy e Prisca e o amor que existe entre eles."

## Temas
Quando Beth Webb da NME perguntou sobre os diferentes temas abordados em Old, Shyamalan respondeu:
No Festival de Cinema de Tribeca, Shyamalan disse que o foco do filme no envelhecimento o lembrava de seu pai, que tem demência, e de seus filhos enquanto os observa crescer. Durante o evento, Alex Wolff comparou o filme à pandemia de COVID-19: "Saindo da COVID, parece que o tempo parou. E é disso que o filme trata literalmente." Na estreia do filme, Wolff foi questionado sobre sua interpretação do filme e disse que era "uma espécie de meditação existencial alegórica sobre o envelhecimento". Outros membros do elenco também responderam; Nikki Amuka-Bird disse que o filme tratava de não confiar totalmente na natureza; Gael García Bernal disse que se tratava de questionar como o tempo viaja de maneira diferente para outras pessoas; e Vicky Krieps afirmou que se tratava de "amor, família e todas essas coisas que são muito mais fortes do que qualquer medo – o medo do envelhecimento e o medo da morte".

## Lançamento
O filme foi lançado nos Estados Unidos em 23 de julho de 2021. Foi inicialmente definido para lançamento em 26 de fevereiro do mesmo ano, mas foi adiado devido à pandemia de COVID-19.
Em Portugal e no Brasil, foi lançado em 29 de julho de 2021.

## Recepção

### Bilheteria
Old arrecadou US$ 48,3 milhões nos Estados Unidos e Canadá, e US$ 41,9 milhões em outros territórios, totalizando US$ 90,2 milhões em todo o mundo.
Uma semana antes de seu lançamento, a Variety e o Deadline Hollywood relataram que a análise previu que o filme faturaria entre 12 e 15 milhões de dólares em seu fim de semana de estreia, com alguns profissionais observando que sua concorrência, que tinha o mesmo público-alvo, poderia impactar as receitas de bilheteria. Lançado ao lado de Snake Eyes e Joe Bell em 23 de julho de 2021, em 3.355 cinemas, Old arrecadou US$ 6,9 milhões em seu primeiro dia, incluindo US$ 1,5 milhão nas suas prévias. Com um público 52% feminino e 62% com 25 anos ou mais, estreou com US$ 16,85 milhões, tornando-se o sexto filme de Shyamalan a liderar as bilheterias, embora tenha marcado o fim de semana de estreia mais baixo.
Mundialmente, o filme faturou US$ 6,5 milhões em seu fim de semana de estreia em 23 países; os principais deles foram Rússia (US$ 2,1 milhões), Reino Unido (US$ 1,1 milhão), México (US$ 800.000), Itália (US$ 600.000) e França (US$ 500.000). Na segunda semana, o filme teve uma queda de 35% e arrecadou US$ 7,5 milhões, incluindo uma estreia de US$ 1,2 milhão na Espanha. Depois de faturar US$ 4,4 milhões em seu terceiro fim de semana, arrecadou US$ 2 milhões em seu quinto fim de semana e foi lançado na Coreia do Sul em apenas 453 cinemas, sendo essa uma decisão da Korea Theater Association. Em seu sexto fim de semana, Old foi exibido em 57 países e arrecadou US$ 1,64 milhão. Em seu nono fim de semana, ganhou US$ 277 mil, e em seu décimo, foi exibido em 60 países, arrecadando apenas US$ 169 mil.

### Resposta da crítica
No site agregador de críticas Rotten Tomatoes, 50% das 344 avaliações dos críticos são positivas, com uma classificação média de 5,50/10. O consenso do site diz: "Old não tem falta de ideias interessantes – e a execução desigual do diretor e roteirista M. Night Shyamalan pode intrigar ou irritar os espectadores, com pouco meio-termo entre eles." O Metacritic, que usa uma média ponderada, atribuiu ao filme uma pontuação de 55 em 100, com base em 53 críticos, indicando críticas "mistas ou médias". O público pesquisado pelo CinemaScore deu ao filme uma nota média de "C+" em uma escala de A+ a F, enquanto o PostTrak relatou que 61% do público deram uma pontuação positiva, com 37% dizendo que definitivamente o recomendariam.
Old recebeu críticas por seu roteiro, diálogo e atuação. Wendy Ide, do The Observer, disse que a exposição do filme parecia "pesada e educada" e perguntou: "Se não podemos acreditar nos personagens, como devemos aceitar a premissa central do filme?" Terrence "TT" Todd, da WXIX-TV, deu uma resposta semelhante e disse que embora a premissa fosse interessante, o enredo era confuso e poderia ter sido melhor explicado em uma série de televisão. Alissa Wilkinson, da Vox, escreveu que "Shyamalan não se tornou mais hábil em escrever diálogos ao longo dos anos", mas revelou que, no seu melhor pico, o filme era comparável a El ángel exterminador, de Luis Buñuel. Barry Hertz, do The Globe and Mail, disse que o filme tinha "muitos diálogo mal-feitos que andam em círculos, buracos idiotas na trama, [e] uma determinação bizarra de fazer com que seus atores atuem da maneira mais anormal possível". No entanto, alguns críticos gostaram do humor ácido do filme. Germain Lussier, do Gizmodo, disse que o filme foi feito com uma satisfação sádica e uma emoção surpreendente. Nick Allen, do The Playlist, disse que o filme era uma comédia ácida e terror autoconsciente. Scott Mendelson, da Forbes, disse que teria se beneficiado de uma classificação R e o descreveu como um "filme pequeno porém implacável e cruel".
A fotografia e a premissa do filme receberam elogios. Ao criticar o filme em geral, Jocelyn Novec, da Associated Press, disse que ele tinha "uma premissa atraente e um cenário bonito". Em sua crítica do Deadline Hollywood, Pete Hammond escreveu: "Não espero que este filme envelheça muito bem, e algumas coisas nele são ridiculamente ruins. No mínimo, por ser um lançamento de verão, a localização deslumbrante deve proporcionar ao público um bom descanso do calor." O crítico Richard Roeper descreveu a locação principal do filme como "absolutamente de tirar o fôlego," e Richard Brody, do The New Yorker, escreveu que "com métodos simples e imagens nítidas, o diretor transforma uma premissa simples em uma fantasia com um super pontecial".
Os temas do filme e a reviravolta no final receberam uma resposta polarizada. Sandcastle, a história em quadrinhos na qual o filme se baseia, termina sem explicar por que a praia envelhece seus hóspedes, e Wilkinson achou esse final "mais satisfatório". Peter Travers, da ABC News, disse que ficou "chocado" ao descobrir "quão desajeitadamente [Shyamalan] lida com temas potentes sobre a morte súbita e o colapso do tempo que deveriam ressoar poderosamente na era da COVID-19. Até mesmo o seu argumento em favor dos valores familiares face ao culto global da juventude parece mecânico." Escrevendo para o The New York Times, Glenn Kenny disse: "O estilo fluido de filmagem de Shyamalan dá especialmente certo aqui [e] a maneira como ele troca seus atores à medida que seus personagens envelhecem é perfeita", mas também disse que "embora Shyamalan seja frequentemente falado por seus finais complicados, é discutível que ele não consiga acertar esse ponto."

### Prêmios e indicações
| Prêmio                          | Data                   | Categoria                                       | Recipiente(s)     | Resultado | Ref.          |
| ------------------------------- | ---------------------- | ----------------------------------------------- | ----------------- | --------- | ------------- |
| Dorian Awards                   | 17 de março de 2022    | Filme Mais Campestre                            | Old               | Indicado  | [ 74 ] [ 75 ] |
| Florida Film Critics Circle     | 22 de dezembro de 2021 | Melhor Cinematografia                           | Michael Gioulakis | Indicado  | [ 76 ] [ 77 ] |
| Hollywood Music in Media Awards | 17 de novembro de 2021 | Melhor Trilha Sonora Original – Filme de Terror | Trevor Gureckis   | Indicado  | [ 78 ] [ 79 ] |
| Imagen Awards                   | 2 de outubro de 2022   | Melhor Ator – Longa-metragem                    | Gael García Benal | Indicado  | [ 80 ]        |
| People's Choice Awards          | 7 de dezembro de 2021  | Filme de Drama do Ano                           | Old               | Indicado  | [ 81 ] [ 82 ] |
| Saturn Awards                   | 25 de outubro de 2022  | Melhor Filme de Terror                          | Old               | Indicado  | [ 83 ] [ 84 ] |